# 劉琦
劉 琦（りゅう き、生年不詳 - 209年）は、中国後漢末期の人物。劉表の長男。兗州山陽郡高平県（現在の山東省済寧市微山県）の人。弟は劉琮。生母は不詳（『演義』では陳氏）。

## 略歴
劉琦は慈悲に溢れ、また孝行心に富んだ人物であり劉表と容姿がよく似ていたため、劉表に大いに可愛がられた。だが劉琮の妻の伯母で蔡瑁の姉の蔡夫人が、劉琮後継のために奔走し、劉表に対して数々の讒言を言い続けた。このため、次第に劉表は劉琦を疎んじ、劉琮を可愛がるようになった。
劉琦は身の危険を感じたため、劉備に仕えていた諸葛亮に相談を持ちかけたが、諸葛亮はその度に拒否して相談に乗らなかった。
劉琦は諸葛亮を連れて裏庭を逍遥し、共に高殿に登って、宴を張っている間に梯子を取り外させて、諸葛亮に言った。「今日は、上は天に届かず、下は地面につきません。言葉はあなたの口から出て私の耳に入るだけです。何か話していだだけないでしょうか。」
諸葛亮は答えた、「あなたは申生が国内に留まったため危険にさらされ、重耳が国外に出て安全だったのをご存知ではありませんか。」
劉琦は諸葛亮の助言を基にして、孫権と戦って戦死していた黄祖の後任を願い出て、それが採り上げられたため、江夏太守に移ることになった。
208年、劉表が危篤に陥った時、劉琦は襄陽に駆け付けたが、劉表と劉琦がお互いに感じあい、劉琦に、後を託す意志を持つのではないかと疑念した蔡瑁・張允らによって妨害され、ついに面会は叶わなかった。劉琦は父の逝去に嘆き悲しみ、それを聞いた人々も皆悲しんだという。
劉表の死後劉琮は（劉表が朝廷から与えられた）侯の印授を劉琦に送ったものの、劉琦は怒ってこれを投げ捨てた。
曹操の軍勢が新野に侵入して来ると、劉琮は臣下の進言によって降伏したが、劉琦は長江を渡って南に逃れた。
その後、夏口に逃れた劉備と合流し、赤壁の戦い勝利後に劉備から荊州刺史に擁立されるが、翌209年に病没した。これ以降、劉備と孫権は荊州占有権抗争を繰り返すことになる。

## 演義での劉琦
『三国志平話』および『三国志演義』では、諸葛亮からは「琦君」と呼ばれ、柔弱な人物に描かれてはいるものの、聡明を謳われ、また親孝行者でもあり、劉表から愛され、劉琮とも決して仲が悪く描かれてはいない。だが、劉琮の生母の蔡夫人やその弟の蔡瑁と張允らに敵視されて讒言を受け、また生来から病弱で穏健だったため、自ら劉表の後継者を辞退する。それでも身の危険を感じたため、諸葛亮の取りなしにより江夏に移り住むことになっている。さらに父の危篤を聞いて江夏から襄陽に駆けつけるも、蔡瑁に「江夏の守備という重大な持ち場を離れてこちらに来るとは何事か。速やかにお帰り下さい。」と言われて城門を開けてもらえず、ひとしきり大声を上げて泣いた後、父の死に目に逢えずに江夏へ帰っている。
長坂の戦いでは曹操に追われた劉備を救うべく、関羽と共に援軍として登場し、劉備軍を救うなどの活躍も見せている。赤壁の戦いの後は、正史同様に劉表の後を継ぐ荊州の主として、劉備・諸葛亮らに盛り立てられるが、病弱の体で酒に溺れたため、病没してしまう。
柴田錬三郎の『三国志』では、劉琦は劉表の弟と設定されている。NHK人形劇『人形劇 三国志』では、周瑜の荊州をよこせという脅しに屈せず、死ぬ前に劉備を新しい荊州の主にすることを遺言するなど、意志の強い劉琦が描かれている。